# Lamian

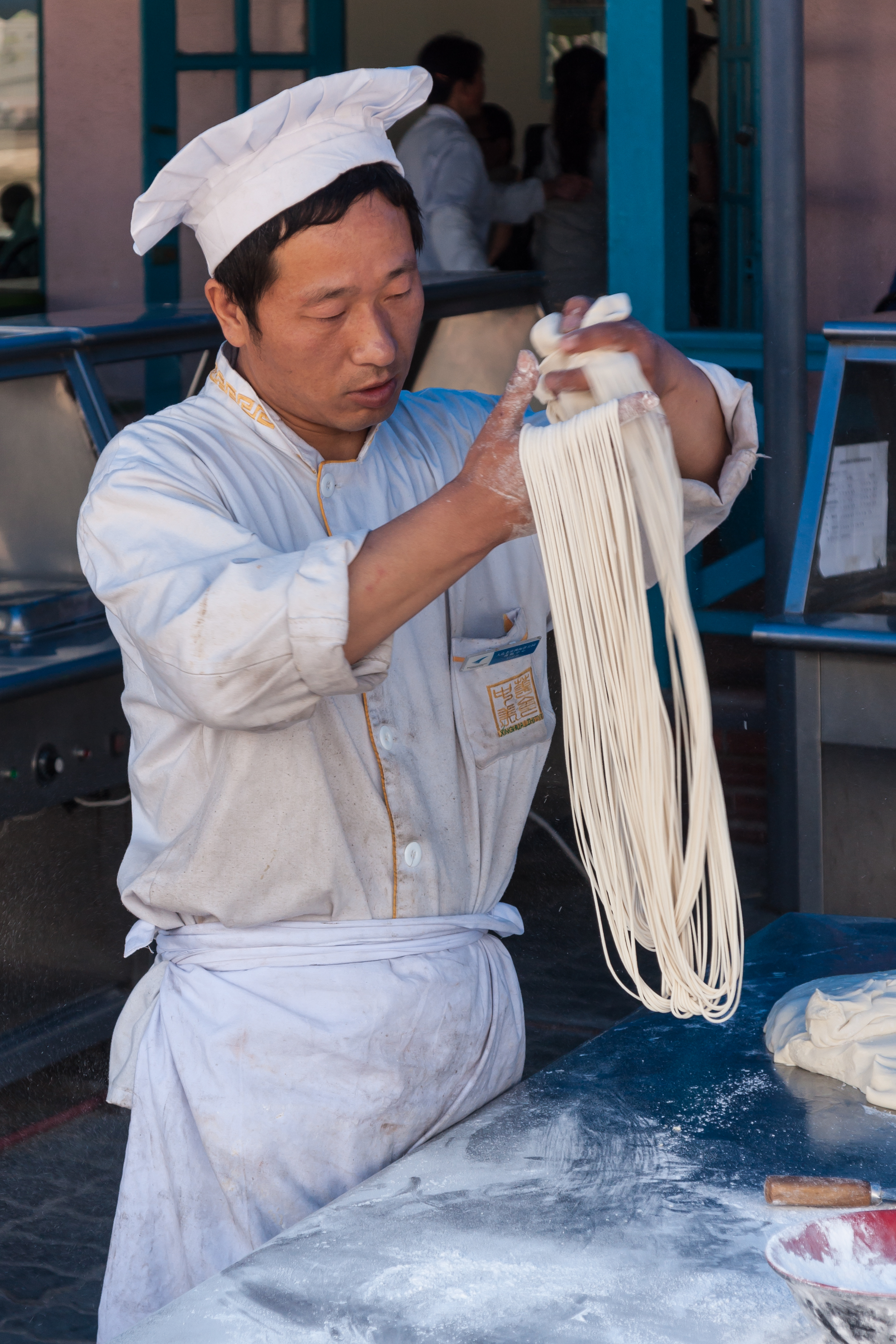
Maestro de Lamian, en Dalian, provincia de Liaoning

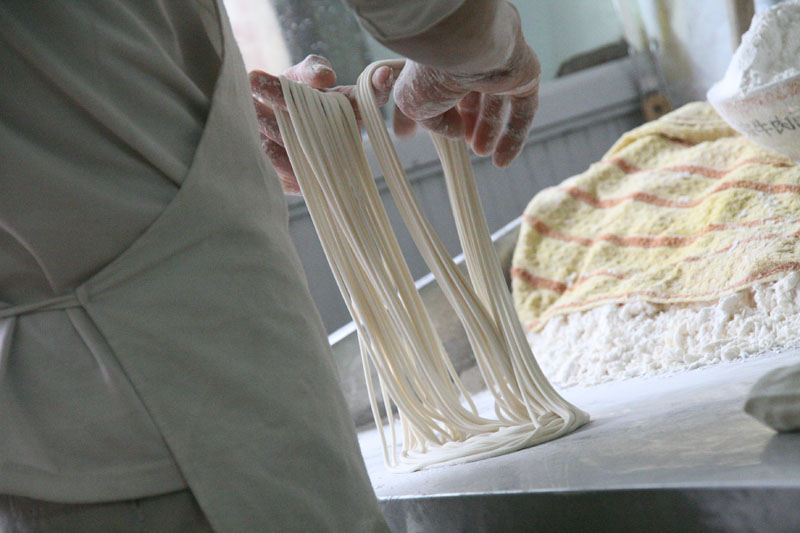
Lamian lanzhou después de repetidos estirados.

Lamian (en chino tradicional, 拉麵; en chino simplificado, 拉面; pinyin, lāmiàn) es un plato tradicional chino que suele elaborarse a mano con harina de trigo, y que se suele acompañar con carnes de ternera o cordero (湯麵 tāngmiàn), y que a veces es salteado (炒麵 chǎomiàn) y servido con salsa de tomate. Literalmente, 拉 (lā) significa estirar, mientras que 麵 (miàn) significa fideo. El proceso de elaboración manual de esta pasta es uno de los artes más apreciados de la cocina china[cita requerida]. Hoy en día puede comprarse estos fideos en sopa envasados como los fideos instantáneos o vaso de fideos. 
El ramen japonés tiene su origen en los vendedores de Lamian chinos que habían emigrado a Japón en los periodos Meiji y Shōwa (Finales del siglo XIX, principios del XX).[cita requerida]

## Manera de servirlos
Algunos pequeños restaurantes sirven el 'lamian' al estilo Lanzhou (es muy habitual en las ciudades del este de China). Muchos propietarios de los restaurantes de 'lamian' en China son de la etnia Hui (musulmanes) familias procedentes de las regiones de Gansu, Qinghai y Xinjiang. Por esta razón no sirven platos con carne de cerdo. [cita requerida]

Ejemplos de Lamian
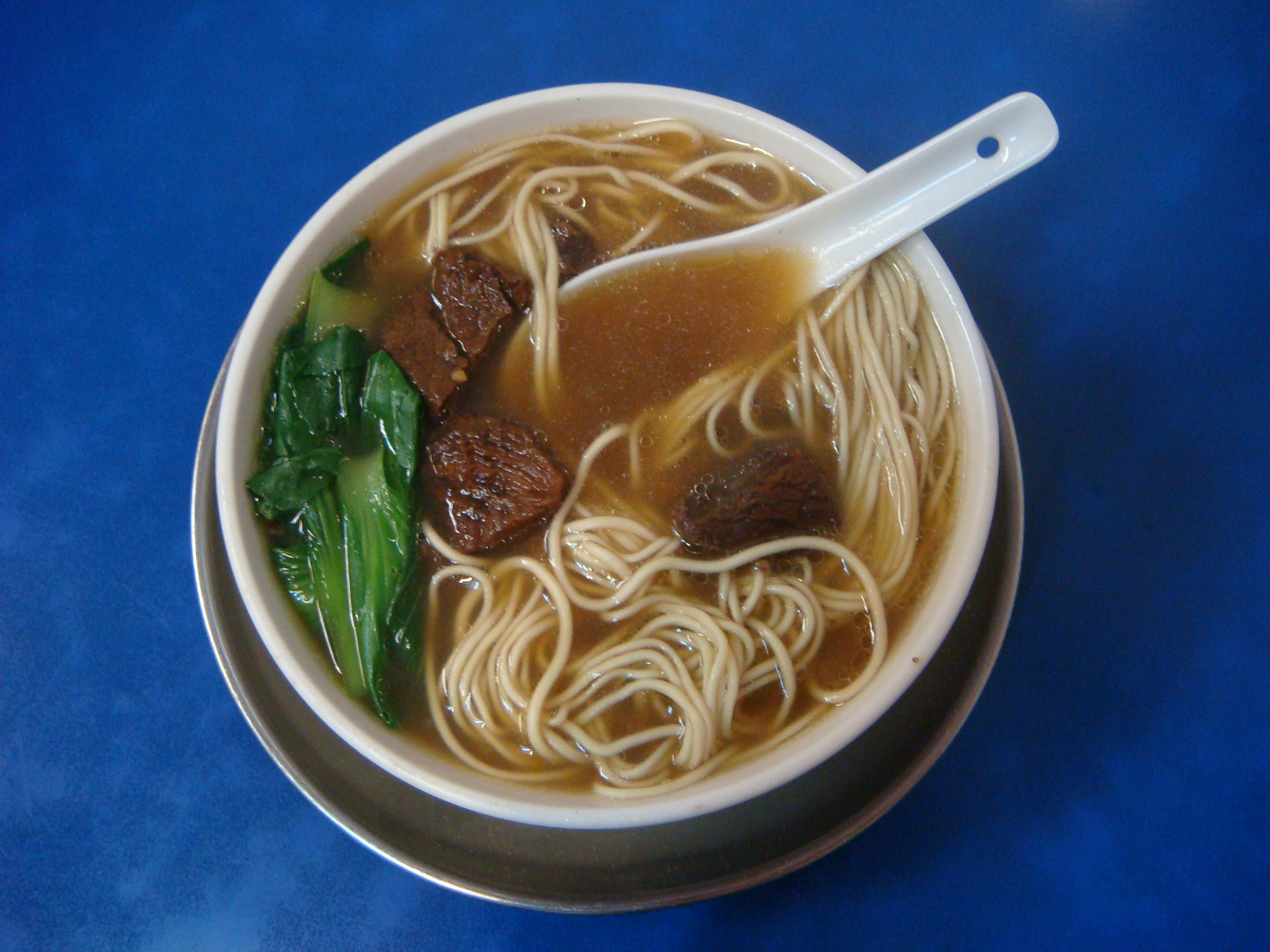
Lamian con ternera en Manila.
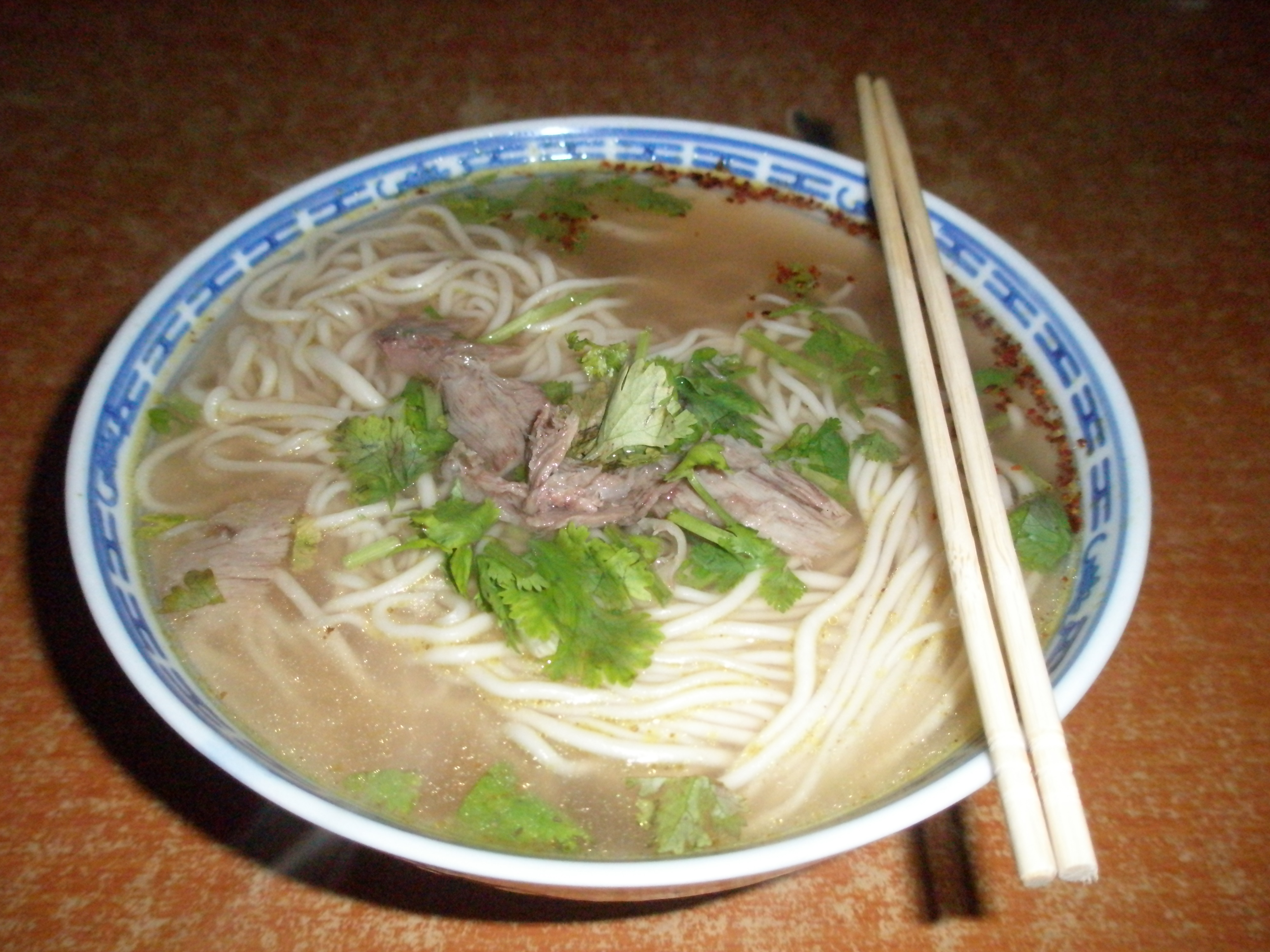
Lamian de ternera estilo Lanzhou, los fideos son más finos.
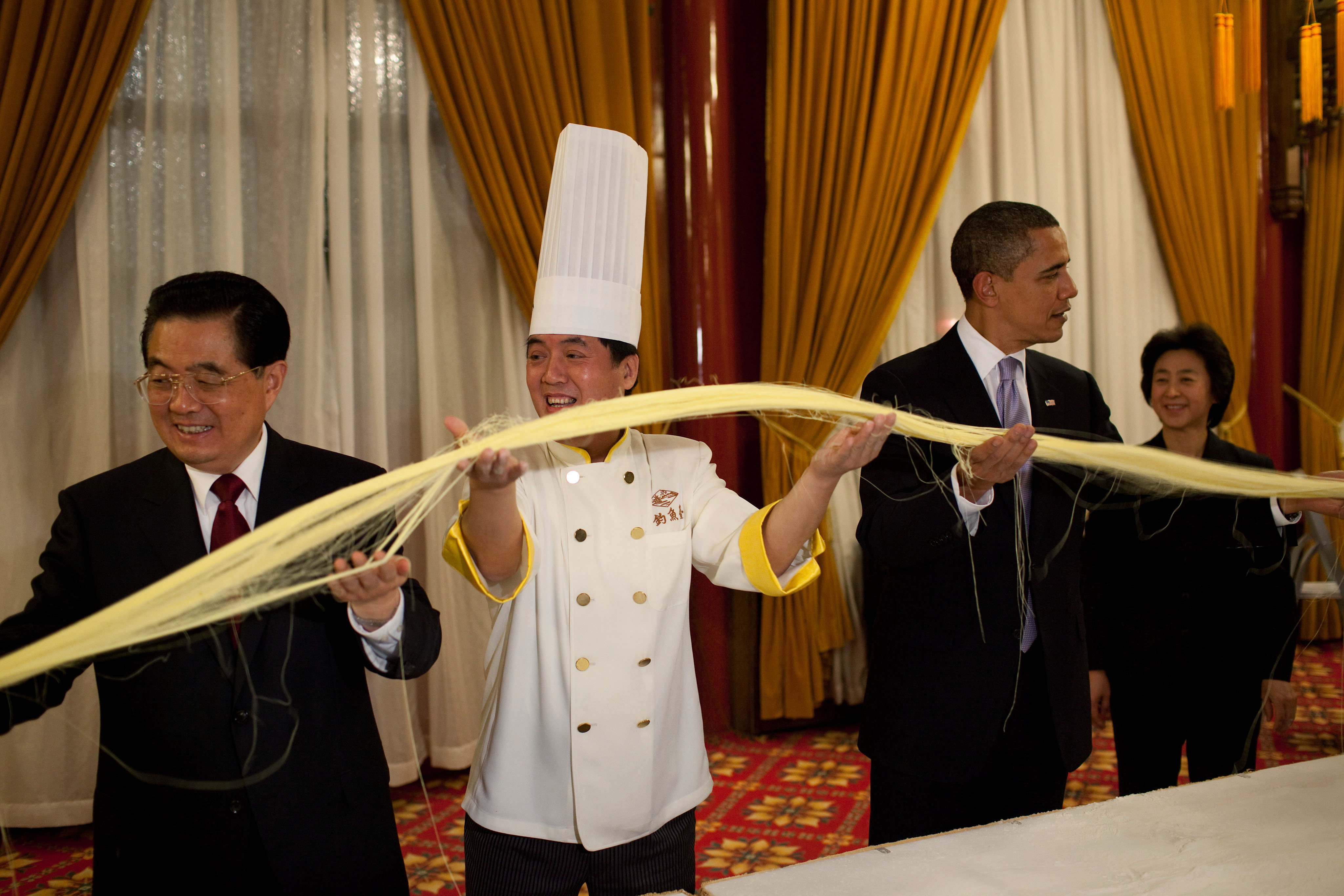
El presidente chino, Hu Jintao, y el presidente estadounidense, Barack Obama, participan en la elaboración de Lamian en Beijing.